# بريصا
بريصا هي إحدى القرى اللبنانية من قرى قضاء الهرمل في محافظة بعلبك الهرمل.